# پیر فریدن
پیر فریدن (لوکزامبورگی: Pierre Frieden؛ زادهٔ ۲۸ اکتبر ۱۸۹۲ – درگذشته ۲۳ فوریه ۱۹۵۹) یک سیاستمدار و نویسنده اهل لوکزامبورگ بود. وی از ۲۹ مارس ۱۹۵۸، تا هنگام مرگش در ۲۳ فوریه ۱۹۵۹ نخست‌وزیر این کشور بود.